# Dadi Prakashmani
Dadi Prakaszmani  – joginka i nauczyciel duchowy Światowego Uniwersytetu Duchowego Brahma Kumaris (Radża Jogi).

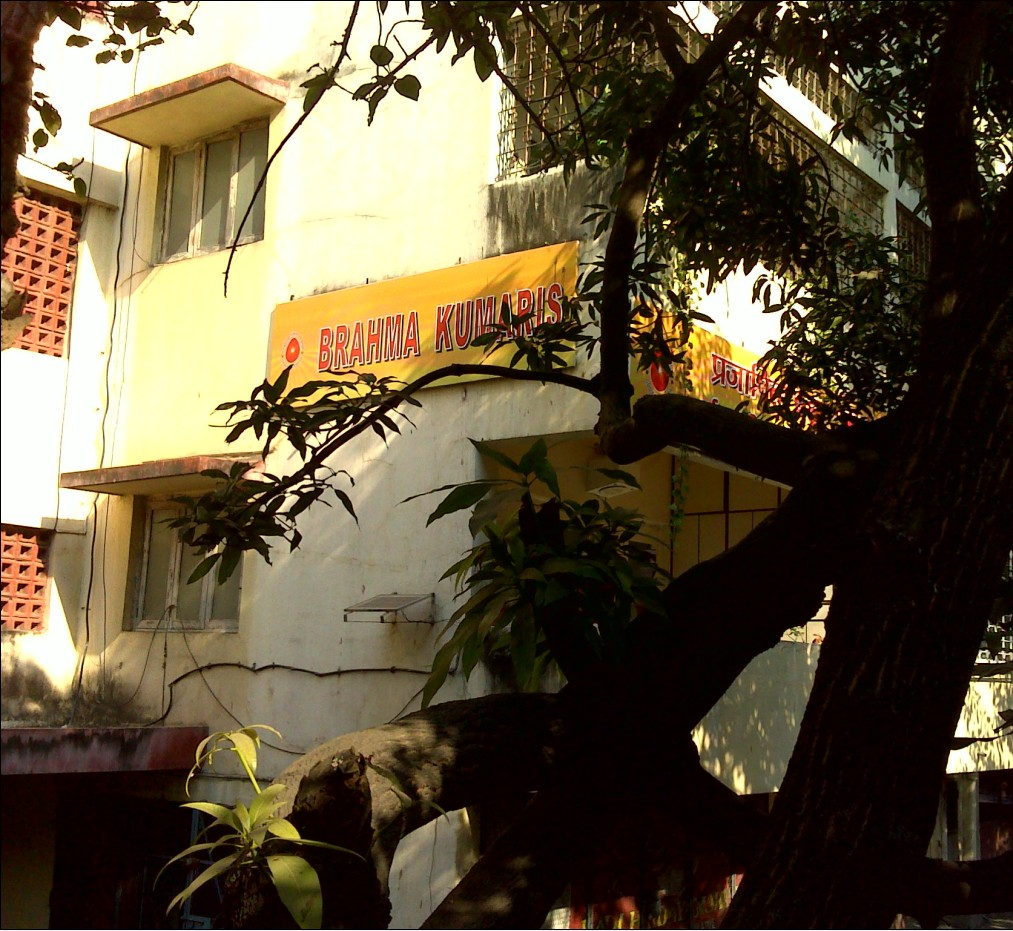
Jeden z ośrodków Brahma Kumaris w Punie w stanie Maharasztra

## Życiorys
Od 1937 r. należy do ścisłego grona liderów Brahma Kumaris. Była Głównym Koordynatorem ruchu w indyjskim stanie Maharasztra. Obecnie (od 1969 r.) piastuje funkcję Dyrektora Administracyjnego.